# Однодневная газета
Однодне́вная газе́та — разовое издание, посвященное какому-либо событию или дате. Однодневные газеты выходили и до революции, но по-настоящему массовыми стали в 20-30-е годы XX века.

## История
Внешне однодневная газета не сильно отличается от обычного издания — на первой полосе публиковались выходные данные (заглавие, подзаголовок, дата, в отдельных случаях номер). Содержание подобных изданий почти всегда ограничено какой-либо темой (выборы, памятная годовщина, начало или окончание учебного года, съезд или конференция, фестиваль, спортивное мероприятие и т. д.) Также, подобные издания часто преследовали цель собрать средства для решения актуальной задачи — помощи голодающим, беспризорникам, на нужды армии и т. д. Однодневные газеты выходили в Российской империи, но их расцвет пришелся на первые пятилетки (при чём не только в СССР, но и Русском зарубежье). В редких случаях могло быть выпущено несколько номеров однодневных газет (обычно, не больше трёх подряд), также, подобные издания могли выходить с определенной частотой (например, «Русский инвалид» с 1960 года выходил раз в год, в мае) В каталоге «Однодневные газеты СССР, 1917—1983» приведены следующие цифры о количестве однодневных газет в ГПБ (ныне РНБ): в 1917 — 21, 1918-9, 1919-38, 1920-144, 1921-251, 1929-531, 1934-570, 1935-479, 1936-303, 1937-50, 1938-25. Всего, в данном справочнике описано 6409 изданий. Тиражи однодневных газет были достаточно большими (5 000 — 20 000 экземпляров), но, порой, превышал 100 000 экз (петроградская газета «День великой революции» в 1921 году вышла тиражом 150 000 экз.). Часто однодневные газеты выходили в населенных пунктах и на предприятиях, где не было другого печатного органа. К концу 30-х гг. значение однодневок начинает падать — их начинают заменять специальные выпуск обычных газет. Тем не менее, подобный тип изданий сохранился, выходят они в наши дни (к выборам, праздникам и другим мероприятиям).